# Desa Sonorejo (administrativ by i Indonesien, Jawa Tengah, lat -6,76, long 111,09)
Desa Sonorejo är en administrativ by i Indonesien.   Den ligger i provinsen Jawa Tengah, i den västra delen av landet, 500 km öster om huvudstaden Jakarta.